# SteamOS
SteamOS este un sistem de operare Debian bazat pe Kernel Linux, dezvoltat de către Valve Corporation, proiectat să devină sistemul de operare primar pentru consolele de jocuri Steam Machine. A fost lansat pe data de 13 decembrie 2013.

## Caracteristici
SteamOS este conceput în primul rând pentru a juca jocuri video departe de un PC (cum ar fi de pe canapea în camera de zi), oferind o experiență asemănătoare consolei folosind hardware generic pentru PC care se poate conecta direct la un televizor. Acesta poate rula jocuri native care au fost dezvoltate pentru Linux și achiziționate de la magazinul Steam. Utilizatorii pot de asemenea să transmită jocuri de pe computerele Windows, Mac sau Linux într-un singur fișier SteamOS și încorporează aceeași partajare de familie și restricții ca și Steam pe desktop.  Valve susține că "a obținut creșteri semnificative ale performanțelor în procesarea grafică" prin intermediul programului SteamOS . Sistemul de operare este open source, permițând utilizatorilor să construiască sau să adapteze codul sursă, deși clientul real Steam este închis. 
Din moment ce SteamOS este destinat exclusiv jocului fără folosirea mouse-ului sau a tastaturii, acesta nu are multe funcții încorporate dincolo de navigarea și jocurile web; de exemplu nu există niciun manager de fișiere sau vizualizator de imagini instalat în mod implicit. Cu toate acestea, utilizatorii pot accesa mediul de lucru GNOME și pot executa activități precum instalarea altor programe.  Desi OS nu suporta în forma sa actuala servicii de streaming, Valve este in discuții cu companii de streaming, cum ar fi Spotify si Netflix, pentru a aduce caracteristicile acestora către SteamOS.  Cu toate acestea, Steam are filme de lungă durată de la producători de filme indiene disponibile din magazinul lor. Sistemul de operare suportă în mod natural procesoarele grafice Nvidia, Intel și AMD. 
Valve a declarat că a adăugat sprijin pentru filme, televiziune și muzică pentru SteamOS, dar conținutul video este doar de la magazinul Steam, care are un număr mic de filme, în timp ce redarea muzicii susține doar colecții muzicale locale. În octombrie 2015, o actualizare a permis ca Netflix și alte conținuturi protejate prin DRM să funcționeze în browserul nativ built-in. 
Actuala cerință hardware a sistemului pentru instalările implicite SteamOS include:
- Procesor Intel sau AMD pe 64 de biți
- 4 GB (sau mai mult) RAM
- 200 GB sau mai mare pe hard disk
- NVIDIA, [14] Intel sau placă grafică AMD (Radeon HD 5XXX sau mai nouă)
- Port USB pentru instalare
- UEFI boot support

De asemenea, este disponibilă o metodă de instalare personalizată, care poate necesita pași de configurare suplimentari. Această metodă permite dimensiuni de discuri mai mici. Există de asemenea un instalator de imagine ISO care suportă placa de bază BIOS.  Instalatorii pot fi achiziționați prin magazia Valve. 

## Performanță
În decembrie 2013, Phoronix a comparat trei carduri grafice Nvidia pe SteamOS și Windows 8.1.  Per ansamblu, driverul grafic Nvidia propriu-zis al Linux poate oferi performanțe comparabile cu cele ale driver-elor Windows datorită bazei de cod partajate în mare măsură între platforme.
La lansarea oficială a mașinilor Steam în noiembrie 2015, Ars Technica a comparat performanța de randare a jocurilor cross-platform pe SteamOS și Windows 10 care rulează pe aceeași mașină, folosind măsurători medii cadru pe secundă și a constatat că jocurile au fost redate între 21% și 58% mai lent pe SteamOS comparativ cu Windows 10. Ars Technica consideră că acest lucru se poate datora lipsei de experiență a dezvoltatorilor care se optimizează pe OpenGL, spre deosebire de DirectX și credea că performanța s-ar putea îmbunătăți cu titluri viitoare.  Ars Technica a subliniat că punctul său de referință, care cuprinde doar șase jocuri pe un singur calculator nu a fost deloc cuprinzător.

### Lansări
| Eliberare   | Nume de cod | Distribuția de bază | Schimbările SteamOS |
| ----------- | ----------- | ------------------- | --- |
| SteamOS 1.0 | alchimist   | Debian 7 (Wheezy)   | |
| SteamOS 2.0 | brewmaster  | Debian 8 (Jessie)   | - Diverse drivere de la terți și stiluri grafice actualizate - Actualizarea kernel-ului actualizat pe ramura 4.1 pe termen lung - Compositor grafice personalizate - Actualizare automată din depozitele de valori SteamOS |

## Legături externe
- Official website